# 岩田洋季
岩田 洋季（1983年12月13日—）是日本的輕小說作家，廣島縣出身。

## 簡介
- 曾在2001年參加第八屆電擊遊戲小說大獎，但在最後輪選時被淘汰而未有得獎。
- 在2002年7月時以作品《灰色愛麗斯》出道，並在電擊文庫展開連載。由於當時尚未成年，而被譽為天才。
- 在2003年，由電擊文庫出版代表作《獻上女神的祝福》，作品在2006年被製成全24話的電視動畫。
- 在《灰色愛麗斯》完結後，由電擊文庫出版另一作品《月之盾》。
- 在2008年，由電擊文庫出版作品。
- 在2010年推出作品《花×華》。

## 作品列表
- 灰色愛麗斯：負責插畫，日文版由電擊文庫出版，全5卷。
- 獻上女神的祝福：佐藤利幸負責插畫，日文版由電擊文庫出版，中文版由台灣角川出版，全12卷，番外全4卷。
- 月之盾：室井麻希負責插畫，日文版由電擊文庫出版，全1卷。
- めしあのいちにち：佐藤利幸負責插畫，日文版由電擊文庫出版，全2卷。
- 花×華：涼香負責插畫，電擊文庫發行。